# Харлан Кобен. Невиновен
«Харлан Кобен. Невиновен» (исп. El inocente) — испанский мини-сериал 2021 года режиссёра Ориоля Пауло, основанный на романе Харлана Кобена 2005 года «Невиновен». Главные роли в сериале исполнили Марио Касас, Александра Хименес, Аура Гарридо и Хосе Коронадо. Премьера на Netflix состоялась 30 апреля 2021 года.

## Сюжет
Спустя 9 лет после того, как Матео (Марио Касас) принял участие в драке и совершил непредумышленное убийство, он пытается начать новую жизнь со своей женой Оливией (Аура Гарридо). Однако они сталкиваются с непредвиденными обстоятельствами, которые разрушают их жизнь.

## Актёры и персонажи

### В главных ролях
- Марио Касас — Матео «Мат» Видаль
- Александра Хименес — инспектор Лорена Ортис
- Аура Гарридо — Оливия Коста / Кандида Исабель Руссо
- Хосе Коронадо — Тео Агилар
- Мартина Гусман — Кимми Дейл / Мартина Диас
- Хуана Акоста — Эмма Дуран Масас / Мария Лухан Кальво
- Гонсало де Кастро[англ.] — Хайме Вера
- Ана Вахенер[англ.] — Соня Миральес
- Мики Эспарбе[англ.] — Анибаль Ледесма
- Хави Саэс — Ибай Саэс
- Анна Аларкон — Сои Фламент
- Суси Санчес[англ.] — Ирена Бальтьере

## Производство и релиз
«Харлан Кобен. Невиновен» — экранизация одного из 14 романов Харлана Кобена, по которым планируется снять сериалы на Netflix; соответствующее соглашение Кобен подписал со стримиговым сервисом в августе 2018 года. Netflix анонсировал сериал в ноябре 2019 года, а его производство началось в сентябре 2020 года. Сериал состоит из 8 эпизодов, а его производством занимались компании Sospecha Films и Think Studio. Сценаристами выступили Ориол Пауло, Хорди Вальехо и Гильем Клуа. Действие сериала в основном происходит в Барселоне, но съёмки проходили в разных местах Каталонии. Сцены, действие которых происходит в Марбелье, снимались в Маресме (Сан-Поль-де-Мар) и Льорет-де-Мар. Трейлер был выпущен 4 марта 2021 года, а премьера сериала состоялась 30 апреля 2021 года.

## Эпизоды
| № | Название                      | Режиссёр     | Автор сценария                           | Дата премьеры  |
| - | ----------------------------- | ------------ | ---------------------------------------- | -------------- |
| 1 | «Первая серия» «Episode 1»    | Ориоль Пауло | Гильем Клуа, Хорди Вальехо, Ориоль Пауло | 30 апреля 2021 |
| 2 | «Вторая серия» «Episode 2»    | Ориоль Пауло | Гильем Клуа, Хорди Вальехо, Ориоль Пауло | 30 апреля 2021 |
| 3 | «Третья серия» «Episode 3»    | Ориоль Пауло | Гильем Клуа, Хорди Вальехо, Ориоль Пауло | 30 апреля 2021 |
| 4 | «Четвёртая серия» «Episode 4» | Ориоль Пауло | Гильем Клуа, Хорди Вальехо, Ориоль Пауло | 30 апреля 2021 |
| 5 | «Пятая серия» «Episode 5»     | Ориоль Пауло | Гильем Клуа, Хорди Вальехо, Ориоль Пауло | 30 апреля 2021 |
| 6 | «Шестая серия» «Episode 6»    | Ориоль Пауло | Гильем Клуа, Хорди Вальехо, Ориоль Пауло | 30 апреля 2021 |
| 7 | «Седьмая серия» «Episode 7»   | Ориоль Пауло | Гильем Клуа, Хорди Вальехо, Ориоль Пауло | 30 апреля 2021 |
| 8 | «Восьмая серия» «Episode 8»   | Ориоль Пауло | Гильем Клуа, Хорди Вальехо, Ориоль Пауло | 30 апреля 2021 |